# Sex des Placettes
Sex des Placettes är en bergstopp i Schweiz. Den ligger i distriktet Aigle och kantonen Vaud, i den sydvästra delen av landet, 70 km sydväst om huvudstaden Bern. Toppen på Sex des Placettes är 1 906 meter över havet.